# Primaluna
Primaluna là một đô thị trong tỉnh Lecco, trong vùng Lombardia của Ý, cự ly khoảng 60 km về phía đông bắc của Milan và khoảng 13 km về phía bắc của Lecco. Tại thời điểm ngày 31 tháng 12 năm 2004, đô thị này có dân số 2.016 người và diện tích là 22,8 km².
Primaluna giáp các đô thị: Casargo, Cortenova, Crandola Valsassina, Esino Lario, Introbio, Pasturo, Premana.